# Klotzsche (Stadtbezirk)
Der Stadtbezirk Klotzsche ist ein Stadtbezirk im Norden der sächsischen Landeshauptstadt Dresden. Mit Wirkung vom 13. September 2018, dem Tag der öffentlichen Bekanntmachung der entsprechenden Hauptsatzungsänderung, ersetzte die Bezeichnung Stadtbezirk die ursprüngliche Bezeichnung Ortsamtsbereich. Entsprechend wurden aus Ortsbeirat, Ortsamt und Ortsamtsleiter die neuen Bezeichnungen Stadtbezirksbeirat, Stadtbezirksamt und Stadtbezirksamtsleiter.

## Gliederung
Der Stadtbezirk gliedert sich in folgende vier statistische Stadtteile:
- Klotzsche, bestehend aus dem Südteil der 1950 eingemeindeten gleichnamigen Stadt
- Hellerau/Wilschdorf mit Rähnitz, bestehend aus Hellerau, der ersten deutschen Gartenstadt, Rähnitz sowie Wilschdorf mit dem Werk von Globalfoundries
- Flughafen/Industriegebiet Klotzsche, bestehend aus dem Nordteil der Gemarkung Klotzsche, Standort des Flughafens Dresden
- Hellerberge, ein fast unbesiedelter Stadtteil

Diese Art der Gliederung besteht seit 1991. Zuvor war der Stadtbezirk Teil des Stadtbezirks Dresden-Nord.

## Politik
Die Sitzverteilung im Stadtbezirksbeirat richtet sich nach der Stimmverteilung bei der Stadtratswahl im Stadtbezirk.
| Stadtbezirksbeiratswahl Klotzsche 2024Wahlbeteiligung: 74,4 % 3020100 21,5 %21,0 %18,4 %12,7 %7,4 %6,6 %3,5 %3,4 %2,1 %2,0 %1,5 % CDUAfDTZ/BS24cGrüneLinkeSPDFDPFBDhFWPiratenFSAnmerkungen:c Team Zastrow/Bündnis Sachsen 24h Freie Bürger Dresden | Sitzverteilung im Stadtbezirksbeirat Klotzsche seit 2024Insgesamt 12 Sitze - Linke: 1 - Grüne: 2 - SPD: 1 - TZ/BS24: 3 - CDU: 3 - AfD: 2 |

### Sitzverteilung seit 2004
| Jahr | CDU | AfD | TZ/BS24 | Grüne | Linke | SPD | FDP | FBD | NPD | DSU | Gesamt |
| ---- | --- | --- | ------- | ----- | ----- | --- | --- | --- | --- | --- | ------ |
| 2004 | 4   | –   | –       | 1     | 2     | 1   | 1   | 1   | –   | 1   | 11     |
| 2009 | 4   | –   | –       | 1     | 2     | 1   | 1   | 1   | 1   | –   | 11     |
| 2014 | 4   | 1   | –       | 2     | 3     | 1   | 1   | 1   | –   | –   | 13     |
| 2019 | 3   | 1   | –       | 2     | 2     | 1   | 2   | –   | –   | –   | 11     |
| 2024 | 3   | 21  | 3       | 2     | 1     | 1   | –   | –   | –   | –   | 12     |

1 2024: Ein Sitz bleibt unbesetzt, da die AfD nur zwei Kandidaten aufgestellt hatte.

### Wahlen
Bei den Stadtratswahlen bildet der Stadtbezirk Klotzsche einen Wahlkreis:
- Wahlkreis 5 - Hellerau, Klotzsche, Rähnitz, Wilschdorf

## Entwicklung der Einwohnerzahl
| Jahr | Einwohner |
| ---- | --------- |
| 1990 | 18.171    |
| 1992 | 18.191    |
| 1994 | 18.128    |
| 1995 | 18.014    |
| 1996 | 18.024    |
| 1998 | 18.412    |
| 2000 | 18.983    |
| 2001 | 19.142    |
| 2002 | 19.214    |
| 2003 | 19.469    |

| Jahr | Einwohner |
| ---- | --------- |
| 2004 | 19.774    |
| 2005 | 19.793    |
| 2006 | 19.839    |
| 2007 | 19.915    |
| 2008 | 19.940    |
| 2009 | 19.959    |
| 2010 | 20.101    |
| 2011 | 20.134    |
| 2012 | 20.010    |
| 2013 | 19.992    |

| Jahr | Einwohner |
| ---- | --------- |
| 2014 | 20.007    |
| 2015 | 20.153    |
| 2016 | 20.385    |
| 2017 | 20.782    |
| 2018 | 21.036    |

## Stadtbezirksamt

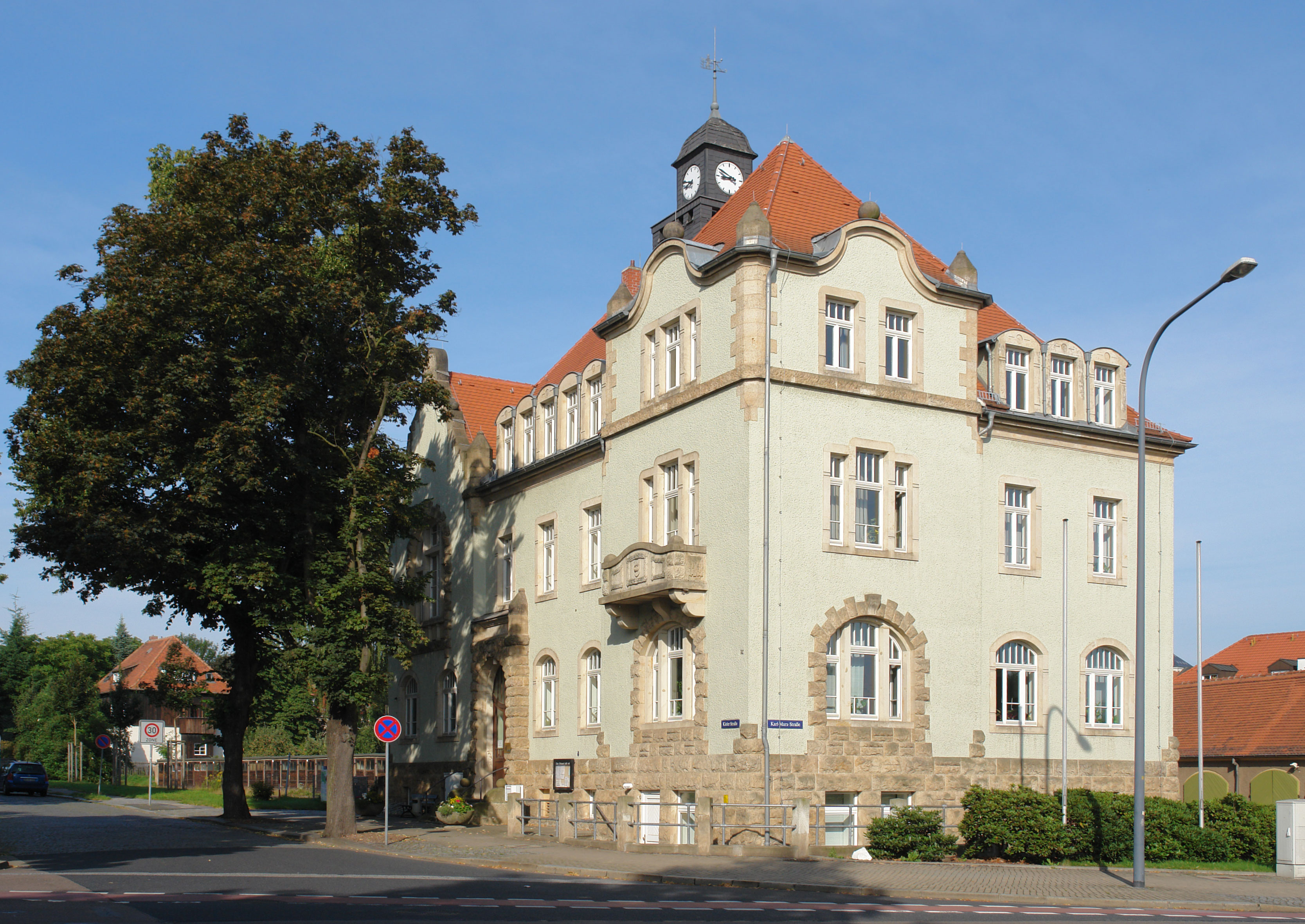
Rathaus Klotzsche

Das Stadtbezirksamt Klotzsche hat seinen Sitz im Klotzscher Rathaus an der Kieler Straße.